# Interferão beta-1b
Interferão beta-1b (também designado beta-interferona 1b) é um fármaco da família dos interferões usado no tratamento de esclerose múltipla recidivante remitente (EMRR) e secundária progressiva (EMSP). É aprovado para uso depois do primeiro episódio de EM. É administrado por injecção sub-cutânea e tem demonstrado atrasar o avanço da doença e reduzir a frequência dos ataques.